# روابط ایران و فیلیپین
روابط ایران و فیلیپین (به انگلیسی: Iran–Philippines relations) روابط فی‌مابین دو کشور ایران و فیلیپین است. روابط دیپلماتیک این دو کشور در تاریخ ۲۲ ژانویه ۱۹۶۴ برقرار شد. یک جامعه از هزاران نفر از ایرانیان در فیلیپین وجود دارد که از جمله بسیاری از دانشجویان بین‌المللی به خاطر کم هزینه بودن آموزش به زبان انگلیسی به این کشور جذب شده‌اند.

## روابط دیپلماتیک
ایران و فیلیپین گرچه روابط گسترده‌ای با یکدیگر ندارند اما در پایتخت یکدیگر سفارت دارند. در اوت ۲۰۰۳، مانیل و تهران اولین کنفرانس دو جانبه خود با عنوان «گفتگوی تمدن‌ها» را برگزار کردند. در آوریل ۲۰۰۸، وزیر امور خارجه فیلیپین آلبرتو رومولو برای گسترش روابط دوجانبه با ایران فراخوان داد و ادعا کرد که دو کشور از روابط خوبی در گذشته برخوردار بوده‌اند و قول داد که روابط مثبتی در آینده داشته باشند.
در طی یک ملاقات در ماه آوریل ۲۰۰۹ با سفیر فیلیپین در ایران به نام جنروسو سنگا، منوچهر متکی، وزیر امور خارجه وقت ایران با اشاره به ماهیت مثبت روابط دو جانبه، ابراز امیدواری کرد که روابط دو کشور به ویژه در زمینه‌های انرژی، فناوری، علوم و فرهنگ، ادامه پیدا کند. در همان جلسه، متکی واکنش «قدرت‌های خارج منطقه‌ای» را مقصر گسترش افراط‌گرایی در آسیا دانست. در فوریه ۲۰۱۰، کالج امیلیو آگواینالدو در مانیل هفته فرهنگی ایران را افتتاح کرد که میزبان یک سری برنامه و نمایش فرهنگ ایرانی بود. در این مجموعه سفیر فرهنگی و چند تن از چهره‌های فرهنگی و سیاسی ایران حضور داشتند.
در ۲۸ ژوئن سال ۲۰۱۰، متکی خواستار آن شد که دولت فیلیپین «تحقیقات مؤثری» را در رابطه با یک تصادف اتوبوس که چندین نفر از دانشجویان پزشکی ایرانی در آن کشته شدند، انجام دهد. سفیر سنگا در پاسخ به نگرانی‌های متکی گفت او «این مسئله را دنبال کرده‌است». سفیر وقت ایران در فیلیپین علی اصغر محمدی گفت که «ایران به بهبود رابطه کلی آن با فیلیپین متعهداست».
در ۳۱ ژانویه ۲۰۱۶، فیلیپین با توجه به حضور فیلیپینی‌ها در شهرستان ساحلی ایران، برنامه‌های خود را برای ایجاد کنسولگری افتخاری در کیش بیان کرد.

## روابط اقتصادی
هیدروکربن‌ها به عنوان مجرای اصلی معاملات اقتصادی بین ایران و فیلیپین باقی می‌ماند. در سال ۲۰۰۶، فیلیپین بین ۷۰٬۰۰۰ تا ۱۱۰٬۰۰۰ بشکه نفت در روز از ایران خریداری کرد و آنرا به یکی از مهم‌ترین شرکای تجاری فیلیپین در منطقه تبدیل کرد. در سال ۲۰۰۸، ایران موافقت کرد در بازار پتروشیمی در فیلیپین ۱۲۵ میلیون دلار سرمایه‌گذاری کند.
ایران و فیلیپین توافق کرده‌اند شرایط کار بهتری برای کارگران دریایی فیلیپینی تأمین کنند. در پایان نشست دیپلماتیک ژوئن ۲۰۱۰ طرفهای قرارداد بین‌المللی استانداردهای آموزش، صدور گواهینامه و نگهبانی دو طرف تفاهم نامه‌ای را نوشتند. با توجه به این توافقنامه، ایران از این پس گواهی شایستگی دریایی فیلیپین را به رسمیت خواهد شناخت. ماریانیتو روکو وزیر وقت کار فیلیپین «قدردانی خود را از دولت ایران بخاطر تمایل به ورود به یک توافق با فیلیپین ابراز کرد و ادعا کرد که» به رسمیت شناختن این موضوع برای ادامه کار دریانوردان فیلیپینی در صنعت دریایی بین‌المللی ضروری است.
از فوریه سال ۲۰۱۶، ایران یکی از شش کشوری است که فیلیپین با آنها یک کمیسیون مشترک اقتصادی در سطح وزرا دارد.
در نوامبر ۲۰۱۶ ایران و فیلیپین توافق کردند که روابط دوجانبه خود را توسعه دهند و با برقراری روابط بانکی، همکاری‌های اقتصادی قوی بین دو کشور را تقویت نمایند.
در آوریل ۲۰۱۷ بعد از لغو تحریم‌های ایران، فیلیپین در ساخت کارخانه LNG و تأمین خوراک پالایشگاهها در محور مذاکرات ایران و فیلیپین قرار گرفته بود.

## تحریم ایران
به عنوان بخشی از تحریم‌ها علیه برنامه هسته‌ای ایران از سوی ایالات متحده، فیلیپین برای واردات نفت کمتر از ایران تحت فشار قرار گرفت تا از تحریم خود جلوگیری کند. در ۲۰۱۱، فیلیپین ۵٫۹ میلیون بشکه نفت خام از ایران وارد کرد. اما تا پایان ماه مارس ۲۰۱۲، فیلیپین هیچ نفتی از ایران وارد نکرد. پیشتر در ژانویه ۲۰۱۲، رئیس‌جمهور بنینو آکینو سوم به تعدادی از قانونگذاران ایالات متحده مراجعه کرده و از آنها خواست که منافع فیلیپین را در نظر بگیرند چرا که فیلیپین تمایل دارد که تجارت «غیر مضر» با ایران را حفظ کند. صادرات میوه فیلیپین به ایران تا حد زیادی تحت تأثیر قرار گرفت. ۳۰ درصد از موز فیلیپین به ایران صادر می‌شود.
در ژوئن ۲۰۱۳، ایران ابراز نگرانی کرد که فیلیپین با تسلیم شدن به ایالات متحده و دیگر کشورهای غربی که در تلاشهای خود خواهان همکاری برای تحریم ایران «فرصتهایی را از دست می‌دهد». علی الف. محمدی، سفیر ایران در فیلیپین، اشاره کرد که تجارت سالانه بین ایران و فیلیپین از میانگین ۹۰۰ میلیون دلار در سال ۲۰۱۱ به «پایین‌ترین سطح» خود سقوط کرده‌است.
موانع در برابر روابط تجاری بین دو کشور با رسیدن به توافق هسته‌ای تحریم‌ها علیه ایران را کاهش داد.

## برنامه هسته‌ای
در ژوئن ۲۰۰۸ معاون امور خارجه فیلیپین رافائل سگوییس حمایت حکومت خود در رابطه با حق ایران برای استفاده از انرژی صلح آمیز هسته را ابراز کرد. وی گفت که با توجه به افزایش قیمت هیدروکربن، همه کشورها باید توان دسترسی به انرژی هسته‌ای غیرنظامی را داشته باشند. در آوریل ۲۰۰۸، رومولو همچنین گفت که کشورش از حق ایران برای دسترسی به فناوری صلح آمیز هسته‌ای تحت پادمان معاهده منع گسترش سلاح‌های هسته‌ای پشتیبانی می‌کند.

## روابط امنیتی
در سال ۲۰۱۶، ایران به فیلیپین پیشنهاد داد که برای تلاش در جهت مبارزه با تروریسم در جنوب شرقی آسیا، به ویژه برای جلوگیری از اینکه داعش شعبه خود را در منطقه تأسیس کند، اطلاعات خود را به اشتراک بگذارند.

## روابط فرهنگی
ایران در مانیل یک رایزن فرهنگی دارد که از طریق این رایزن فرهنگی اقدامات و رابطه با مسلمانان فلیپین را انجام می‌دهد. رایزن فرهنگی ایران در مانیل یک سایت دارد که فعالیت‌های فرهنگی ایران در فیلیپین در آن آمده‌است.برای مثال با آغاز ماه رمضان در سال ۲۰۱۷ رایزن فرهنگی ایران اقدام به توزیع ۶۰۰ بسته غذایی در یکی از مساجد مانیل بین مسلمانان کرد.
کشور ایران به دلیل سابقه تمدنی چندهزارساله و ارتباط با ملل مختلف از گذشته های دور، اثرات متقابلی روی ادبیات کشورهای مختلف داشته است. برای مثال حدود ۳۰۰ کلمه فارسی در زبان فیلیپینی وجود دارد.